# Herrarnas sprint i bancykling vid olympiska sommarspelen 2004
Herrarnas sprint i bancykling vid olympiska sommarspelen 2004 ägde rum i Athens Olympic Sports Complex. Cyklisterna körde tre varv runt banan. Av de 750 metrarna räknades endast de sista 200 som officiell tid.

## Medaljörer
| Event            | Guld                   | Silver                 | Brons               |
| Herrarnas sprint | Ryan Bayley Australien | Theo Bos Nederländerna | René Wolff Tyskland |

## Resultat

### Kvalifikation
| Plats | Cyklist                  | Tid      | Genomsnittshastighet | Kvalificerad |
| ----- | ------------------------ | -------- | -------------------- | ------------ |
| 1.    | Ryan Bayley (AUS)        | 10.177 s | 70.747 km/h          | Q            |
| 2.    | Theo Bos (NED)           | 10.214 s | 70.491 km/h          | Q            |
| 3.    | René Wolff (GER)         | 10.230 s | 70.381 km/h          | Q            |
| 4.    | Mickaël Bourgain (FRA)   | 10.264 s | 70.148 km/h          | Q            |
| 5.    | Laurent Gané (FRA)       | 10.271 s | 70.100 km/h          | Q            |
| 6.    | Ross Edgar (GBR)         | 10.381 s | 69.357 km/h          | Q            |
| 7.    | Damian Zielinski (POL)   | 10.441 s | 68.958 km/h          | Q            |
| 8.    | Jose Villanueva (ESP)    | 10.446 s | 68.925 km/h          | Q            |
| 9.    | Sean Eadie (AUS)         | 10.454 s | 68.873 km/h          | Q            |
| 10.   | Lukasz Kwiatkowski (POL) | 10.462 s | 68.820 km/h          | Q            |
| 11.   | Josiah Ng (MAS)          | 10.515 s | 68.473 km/h          | Q            |
| 12.   | Teun Mulder (NED)        | 10.565 s | 68.149 km/h          | Q            |
| 13.   | Barry Forde (BAR)        | 10.597 s | 67.943 km/h          | Q            |
| 14.   | Tomohiro Nagatsuka (JPN) | 10.646 s | 67.631 km/h          | Q            |
| 15.   | Kim Chi-Bum (KOR)        | 10.673 s | 67.459 km/h          | Q            |
| 16.   | Jaroslav Jerabek (SVK)   | 10.758 s | 66.926 km/h          | Q            |
| 17.   | Yang Hee-Chun (KOR)      | 10.955 s | 65.723 km/h          | Q            |
| 18.   | Alois Kaňkovský (CZE)    | 10.956 s | 65.717 km/h          | Q            |
| 19.   | Stefan Nimke (GER)       | 11.338 s | 63.503 km/h          |              |

### Sextondelsfinal
| Heat 1 | 10.510 s |   |                          |
| Heat 1 | 10.510 s | 1 | Ryan Bayley (AUS)        |
| Heat 1 | 10.510 s | 2 | Stefan Nimke (GER)       |
| Heat 2 | 10.799 s |   |                          |
| Heat 2 | 10.799 s | 1 | Theo Bos (NED)           |
| Heat 2 | 10.799 s | 2 | Alois Kaňkovský (CZE)    |
| Heat 3 | 11.104 s |   |                          |
| Heat 3 | 11.104 s | 1 | René Wolff (GER)         |
| Heat 3 | 11.104 s | 2 | Yang Hee-Chun (KOR)      |
| Heat 4 | 10.988 s |   |                          |
| Heat 4 | 10.988 s | 1 | Mickaël Bourgain (FRA)   |
| Heat 4 | 10.988 s | 2 | Jaroslav Jerbek (SVK)    |
| Heat 5 | 11.166 s |   |                          |
| Heat 5 | 11.166 s | 1 | Laurent Gané (FRA)       |
| Heat 5 | 11.166 s | 2 | Kim Chi-Bum (KOR)        |
| Heat 6 | 10.768 s |   |                          |
| Heat 6 | 10.768 s | 1 | Ross Edgar (GBR)         |
| Heat 6 | 10.768 s | 2 | Barry Forde (BAR)        |
| Heat 7 | 10.833 s |   |                          |
| Heat 7 | 10.833 s | 1 | Damian Zielinski (POL)   |
| Heat 7 | 10.833 s | 2 | Teun Mulder (NED)        |
| Heat 8 | 11.234 s |   |                          |
| Heat 8 | 11.234 s | 1 | Jose Villanueva (ESP)    |
| Heat 8 | 11.234 s | 2 | Josiah Ng (MAS)          |
| Heat 9 | 11.025 s |   |                          |
| Heat 9 | 11.025 s | 1 | Sean Eadie (AUS)         |
| Heat 9 | 11.025 s | 2 | Lukasz Kwiatkowski (POL) |

### Första uppsamlingen
| Heat 1 | 10.731 s | 67.095 km/h |   |                          |
| Heat 1 | 10.731 s | 67.095 km/h | 1 | Barry Forde (BAR)        |
| Heat 1 | 10.731 s | 67.095 km/h | 2 | Lukasz Kwiatkowski (POL) |
| Heat 1 | 10.731 s | 67.095 km/h | 3 | Stefan Nimke (GER)       |
| Heat 2 | 10.740 s | 67.039 km/h |   |                          |
| Heat 2 | 10.740 s | 67.039 km/h | 1 | Teun Mulder (NED)        |
| Heat 2 | 10.740 s | 67.039 km/h | 2 | Kim Chi-Bum (KOR)        |
| Heat 2 | 10.740 s | 67.039 km/h | 3 | Alois Kaňkovský (CZE)    |
| Heat 3 | 11.006 s | 65.418 km/h |   |                          |
| Heat 3 | 11.006 s | 65.418 km/h | 1 | Josiah Ng (MAS)          |
| Heat 3 | 11.006 s | 65.418 km/h | 2 | Yang Hee-Chun (KOR)      |
| Heat 3 | 11.006 s | 65.418 km/h | 3 | Jaroslav Jerabek (SVK)   |

### Åttondelsfinal
| Heat 1 | 10.520 s |   |                        |
| Heat 1 | 10.520 s | 1 | Ryan Bayley (AUS)      |
| Heat 1 | 10.520 s | 2 | Josiah Ng (MAS)        |
| Heat 2 | 11.164 s |   |                        |
| Heat 2 | 11.164 s | 1 | Theo Bos (NED)         |
| Heat 2 | 11.164 s | 2 | Teun Mulder (NED)      |
| Heat 3 | 10.548 s |   |                        |
| Heat 3 | 10.548 s | 1 | René Wolff (GER)       |
| Heat 3 | 10.548 s | 2 | Barry Forde (BAR)      |
| Heat 4 | 10.936 s |   |                        |
| Heat 4 | 10.936 s | 1 | Mickaël Bourgain (FRA) |
| Heat 4 | 10.936 s | 2 | Sean Eadie (AUS)       |
| Heat 5 | 10.772 s |   |                        |
| Heat 5 | 10.772 s | 1 | Laurent Gané (FRA)     |
| Heat 5 | 10.772 s | 2 | Jose Villanueva (ESP)  |
| Heat 6 | 10.848 s |   |                        |
| Heat 6 | 10.848 s | 1 | Damian Zielinski (POL) |
| Heat 6 | 10.848 s | 2 | Ross Edgar (GBR)       |

### Andra uppsamlingen
| Heat 1 | 10.906 s | 66.018 km/h |     |                       |
| Heat 1 | 10.906 s | 66.018 km/h | 1   | Ross Edgar (GBR)      |
| Heat 1 | 10.906 s | 66.018 km/h | 2   | Josiah Ng (MAS)       |
| Heat 1 | 10.906 s | 66.018 km/h | 3   | Sean Eadie (AUS)      |
| Heat 2 | 11.294 s | 63.750 km/h |     |                       |
| Heat 2 | 11.294 s | 63.750 km/h | 1   | Barry Forde (BAR)     |
| Heat 2 | 11.294 s | 63.750 km/h | 2   | Teun Mulder (NED)     |
| Heat 2 | 11.294 s | 63.750 km/h | REL | Jose Villanueva (ESP) |

#### Klassificering 9-12
| Plats | Cyklist               | Tid      |
| ----- | --------------------- | -------- |
| 1     | Jose Villanueva (ESP) | 11.063 s |
| 2     | Teun Mulder (NED)     |          |
| 3     | Josiah Ng (MAS)       |          |
| 4     | Sean Eadie (AUS)      |          |

### Kvartsfinaler
| KF 1 | 1:a: 10.733 s 2:a: 10.807 s |   |                        |
| KF 1 | 1:a: 10.733 s 2:a: 10.807 s | 1 | Ryan Bayley (AUS)      |
| KF 1 | 1:a: 10.733 s 2:a: 10.807 s | 2 | Barry Forde (BAR)      |
| KF 2 | 1:a: 11.024 s 2:a: 10.905 s |   |                        |
| KF 2 | 1:a: 11.024 s 2:a: 10.905 s | 1 | Theo Bos (NED)         |
| KF 2 | 1:a: 11.024 s 2:a: 10.905 s | 2 | Ross Edgar (GBR)       |
| KF 3 | 1:a: 10.556 s 2:a: 10.749 s |   |                        |
| KF 3 | 1:a: 10.556 s 2:a: 10.749 s | 1 | René Wolff (GER)       |
| KF 3 | 1:a: 10.556 s 2:a: 10.749 s | 2 | Damian Zielinski (POL) |
| KF 4 | 1:a: 11.018 s 2:a: 10.876 s |   |                        |
| KF 4 | 1:a: 11.018 s 2:a: 10.876 s | 1 | Laurent Gané (FRA)     |
| KF 4 | 1:a: 11.018 s 2:a: 10.876 s | 2 | Mickaël Bourgain (FRA) |

#### Klassificering 5-8
| Plats | Cyklist                | Tid      |
| ----- | ---------------------- | -------- |
| 1     | Ross Edgar (GBR)       | 11.214 s |
| 2     | Barry Forde (BAR)      |          |
| 3     | Damian Zielinski (POL) |          |
| 4     | Mickaël Bourgain (FRA) |          |

### Semifinaler
| SF 1 | 1:a: 10.546 s 2:a: 10.638 s |   |                    |
| SF 1 | 1:a: 10.546 s 2:a: 10.638 s | 1 | Ryan Bayley (AUS)  |
| SF 1 | 1:a: 10.546 s 2:a: 10.638 s | 2 | Laurent Gané (FRA) |
| SF 2 | 1:a: 10.502 s 2:a: 10.639 s |   |                    |
| SF 2 | 1:a: 10.502 s 2:a: 10.639 s | 1 | Theo Bos (NED)     |
| SF 2 | 1:a: 10.502 s 2:a: 10.639 s | 2 | René Wolff (GER)   |

#### Bronslopp
| Plats | Cyklost            | Tid                         |
| ----- | ------------------ | --------------------------- |
| 1     | René Wolff (GER)   | 1:a: 10.677 s 2:a: 10.612 s |
| 2     | Laurent Gané (FRA) |                             |

### Final
| Plats | Cyklist           | Tid                         |
| ----- | ----------------- | --------------------------- |
| 1     | Ryan Bayley (AUS) | 2:a: 10.661 s 3rd: 10.743 s |
| 2     | Theo Bos (NED)    | 1:a: 10.710 s               |